# نيجيماكي
نيجيماكي Negimaki هو طعام أمريكي ياباني يتكون من شرائح لحم مشوية متبلة بصلصة ترياكي وملفوفة بالبصل الأخضر.
في الأصل، كان لحم البقر يستخدم في هذا الطبق، لكن الأنواع الأخرى من اللحم، مثل الدجاج تستخدم الآن بشكل شائع في نيجيماكي.

## تاريخ
نشأ الطبق في مانهاتن في ستينيات القرن الماضي في مطعم نيبون، بعد أن اقترح الناقد الغذائي لصحيفة نيويورك تايمز كريج كليبورن أن شيئًا ما مع اللحم البقري كان مطلوبًا لجذب العشاء الأمريكي. وفقًا لمخترع الطبق، نوبويوشي كوراوك، فقد كان نوعًا مختلفًا من الطبق المصنوع تقليديًا من التونة.